# Бабья (река, впадает в Унскую губу)
Бабья — река на севере России. Протекает в Архангельской области по территории Приморского и Онежского районов.
Река Бабья протекает в центральной части Онежского полуострова. Берёт начало на Онежской гряде, впадает в Унскую губу Двинского залива Белого моря юго-западнее деревни Уна. Длина реки — 22 км.
Река протекает по территории национального парка «Онежское Поморье».

## Данные водного реестра
По данным государственного водного реестра России относится к Двинско-Печорский бассейновый округ, водохозяйственный участок реки — Реки бассейна Белого моря от северо-восточной границы реки Золотица до мыса Воронов без Северной Двины. Речной бассейн реки — Северная Двина.
Код водного объекта — 03020300512103000004576.